# 12RIVEN -the Ψcliminal of integral-
『12RIVEN -the Ψcliminal of integral-』（トゥエルブリヴン・ザ・サイクリミナル・オブ・インテグラル）は、2008年3月13日にサイバーフロントよりPlayStation 2で発売されたアドベンチャーゲームである。略して『12RIVEN』『12R』と呼ばれる。
2008年4月4日にWindows版がAmazon.co.jpで独占発売された。

## 概要
本作は『Never7（infinity）』、『Ever17』、『Remember11』の3作が発売されている「infinityシリーズ」に続く「integralシリーズ」第1弾という位置付けとなっている。しかし2011年に「infinityシリーズ」最新作『code_18』が発売された一方で「integralシリーズ」の続編は未だ発表されていない。
元々KIDが開発していたが、2006年11月末に同社の自己破産、倒産により版権など全てを含めサイバーフロントへと継承されることになり、ゲーム開発が続行されたという経緯がある。原案・脚本監修は『Memories Off』や「Infinityシリーズ」の打越鋼太郎が担当する。
通常版とは別にサウンドトラック同梱版（OP曲を含む、本編BGMオリジナルサウンドトラックCD2枚組と打越鋼太郎インタビュー掲載小冊子が同梱）も同時発売され、Windows版もPS2版のサウンドトラック同梱版と同じ物が同梱された。
また、Windows版とは別に12RIVENとInfinityシリーズ三部作を含めた『Infinity Plus』（Windows）が販売された。

### シナリオ構成
本作は旧作のような恋愛ゲーム要素は無く、攻略対象となるヒロインも存在しない。二人の主人公の視点からそれぞれ物語を追う内容であり、「infinityシリーズ」では『Remember11』の構成に近い。但し、同作のように片方のルートで取った行動がもう片方に影響するといった要素は無く、バッドエンド数も同作ほど多くはない。
前半は二人の主人公の視点を交互に体験する「共通ルート」となっており、ここでのプレイヤーの選択次第で中盤から「錬丸ルート」か「鳴海ルート」のどちらかに分岐する。しかしこれらのルートを攻略するだけでは例えグッドエンドに到達したとしても物語の全貌は明らかにならず、寧ろ謎が増えてしまう。両方のルートを最後までプレイする事で共通ルートに若干の変化が生じ、最終章である「∫（インテグラル）ルート」に分岐可能となる。『Ever17』のココ編同様、このルートでゲーム中にちりばめられた謎や伏線が明らかになり、物語が完結する。

### 発売延期理由
PlayStation 2版は、2007年12月6日に発売予定だったが、2008年2月14日に延期され、さらに再延期で2008年3月13日になった。
一度目の延期については、打越鋼太郎本人のブログ(2007年10月04日)によれば、「ぼくのシナリオが遅れてしまったせいであって、他の方々にはまったく責任はありません」とされている。

## ストーリー
『第弐エクリプス計画を阻止せよ』
西暦2012年5月20日。高校生の錬丸と、特殊公安捜査官の鳴海にメールが届き、一人の少女『ミュウ』の命が奪われようとしていることを知る。殺害時刻は正午で、場所は『インテグラルの最上階』 。
現場に急行する二人、そこで目撃したものは、見たことの無い術『Ψ』を使う連中だった。

## 登場人物

### 主人公
雅堂 錬丸（みやびどう れんまる）
声：高橋直純（エピローグのみ）
高校生。ミュウの幼馴染。普段はクールだが、いざというときは熱血漢。頭の回転も速い。インテグラルでの事件に巻き込まれ、ミュウと共に時の止まった世界へ迷い込む事となる。
三嶋 鳴海（みしま なるみ）
声：佐藤利奈（エピローグのみ）
警視庁公安十二課所属。楽天的で男勝りな性格。一度見た物は忘れられない「サイクロペディア症候群（CPS）」の患者。真琴からのメールでインテグラルに呼び出され、そこでΨとその使い手・サイクリミナルの存在を知る。彼らの目論む「第弐エクリプス計画」を阻止するべく奔走する。

### メインキャラクター
霧寺 メイ（きりでら -）
声：松風雅也
理文学園第六高校所属でサイクリミナルのリーダー。超合理主義で冷酷無情な性格。他者を利用対象としか捉えず、人を殺す事にも躊躇が無い。

#### 錬丸サイド
高江 ミュウ（たかえ -）
声：野中藍
本作のヒロイン。明るく無邪気な性格の女子高生。彼女自身もΨの能力を持っており、サイクリミナルに命を狙われている。
マイナ
声：佐藤利奈
小説家。時の止まった世界で錬丸と出会う。
星野 遊々（ほしの ゆゆ）
声：小林ゆう
女子高生。ある組織に属している。小生意気な性格。
堤 タンゴ（つつみ -）
声：中村俊洋
高校生。遊々が大好き。素直な性格。

#### 鳴海サイド
伊野瀬 オメガ（いのせ -）
声：高橋直純
理文学園第六高校所属。記憶喪失の少年。鳴海と行動を共にする。
伊野瀬 チサト（いのせ -）
声:清水愛
理文学園第六高校所属。Ψの使い手。オメガの姉。
雪積 真琴（ゆきづみ まこと）
声：木川絵理子
警視庁公安十二課所属。のほほんとした性格。鳴海に事件のメールを送った人物でもある。
大手町（おおてまち）
声：諏訪部順一
警視庁公安十二課所属。鳴海の元彼。飄々とした性格。
ボス
声：大塚明夫
警視庁公安十二課所属。課長であり鳴海の父親。

## スタッフ
- 原案・脚本監修：打越鋼太郎
- 監督：若林健
- プロデューサー：市川和弘
- 脚本：打越鋼太郎、若林健、髪ノ毛座、林直孝、松川しゅうさく
- キャラクターデザイン：滝川悠、bomi
- 背景美術：さとう時子、他
- 音楽：阿保剛
- グラフィック総括：株式会社5pb.

## 主題歌
- オープニングテーマ『third bridge』
  - 作詞・作曲：志倉千代丸、 編曲：上野浩司、 歌：KAORI.
- エンディングテーマ『プロセス』
  - 作詞：吉野麻希、 作曲：濱田智之、 編曲：小池修也、 歌：KAORI.
- PSP版オープニングテーマ『時のない世界』
  - 作詞：金山香、 作曲：沢村竣、 編曲：上野浩司、 歌：榊原ゆい
- PSP版エンディングテーマ『Distance』
  - 作詞：橋詰亮子、 作曲：沢村竣、 編曲：上野浩司、 歌：榊原ゆい